# 莫哈末·沙费道斯·沙隆
莫哈末·沙费道斯·沙隆（1995年11月26日—），马来西亚男子自行车运动员，2018年亚洲运动会男子团体竞速赛银牌得主、2022年亚洲运动会男子竞速赛和男子凯林赛铜牌得主。